# Égisthe
Pour l'opéra de Cavalli, voir Egisto.
Dans la mythologie grecque, Égisthe (en grec ancien Αἴγισθος / Aígisthos) est le fils incestueux de Thyeste et le frère adoptif des rois Agamemnon et Ménélas.
L'Orestie d'Eschyle rend compte de sa vie adulte : lors du départ de ses frères pour la guerre de Troie, il se voit confier la régence de Mycènes. Il y séduit sa belle-sœur, la reine Clytemnestre, et tous deux assassinent Agamemnon à son retour de Troie. Sept ans plus tard, il est tué par Oreste, son beau-fils, venu venger le meurtre de son père.

## Naissance
Le père d'Égisthe, Thyeste se battait depuis longtemps avec son frère Atrée pour le trône de Mycènes, entretenant également une liaison avec la femme d'Atrée, Érope. Pour se venger de cette liaison, Atrée tua les fils de Thyeste et les lui servit lors d'un banquet. Thyeste jura de se venger. Un oracle à qui il avait demandé conseil lui révéla alors que s'il avait un fils avec sa propre fille, Pélopia, ce fils tuerait Atrée. Thyeste se rendit donc à Sicyone, où la jeune fille était prêtresse d'Athéna et pupille du roi Thésprotos. Un soir, portant un masque pour dissimuler son visage, il l'attendit dans un bosquet voisin du temple, où il la viola. Pélopia réussit cependant à s'emparer de l'épée de son agresseur, qu'elle cacha dans la statue d'Athéna.
Quelques semaines plus tard, Atrée qui avait fait disparaitre Érope, rencontra Pélopia à la cour du roi de Sicyone et l'épousa. Devenue mère, elle abandonna l'enfant, qui fut recueilli par des chevriers et reçut le nom d'Égisthe (Égisthe vient de αἴξ / aíx, « chèvre » en grec). Quand Atrée apprit ce qui s'était passé, persuadé que ce fils était le sien, le fit alors rechercher. Une fois trouvé, il l'éleva au palais comme son troisième fils avec Agamemnon et Ménélas.

## Le meurtre d'Atrée
Plusieurs années plus tard, sur l'ordre d'Atrée, Agamemnon et Ménélas partirent à Delphes pour retrouver leur oncle Thyeste. Ils le trouvèrent par hasard, le capturèrent et le ramenèrent à Mycènes. Le roi donna alors l'ordre à Égisthe — âgé de sept ans — et qu'il croyait toujours être son fils, d'aller tuer Thyeste dans sa prison. Cependant, au moment de l'acte parricide, Thyeste reconnut l'arme d'Égisthe (celle-là même qui fut cachée dans la statue d'Athéna par Pélopée). Il demanda alors à ce dernier de faire venir sa mère et leur révéla le secret de sa filiation. Saisie d'horreur, Pélopia s'empara de l'épée et se tua.
Après la mort de sa mère, Égisthe rapporta alors l'épée ensanglantée à Atrée comme preuve de l'exécution, ce qui permit de le tuer quelque temps plus tard alors qu'il était en pleine offrande : la prophétie venait de se réaliser. Il plaça ensuite son père Thyeste sur le trône et bannit ses cousins Agamemnon et Ménélas.
Quelques années plus tard, Agamemnon, le roi légitime, renversa Thyeste avec l'aide du roi Sparte Tyndare, chassant Thyeste sur Cythère mais épargnant Égisthe et lui pardonnant même[réf. nécessaire].

## La guerre de Troie

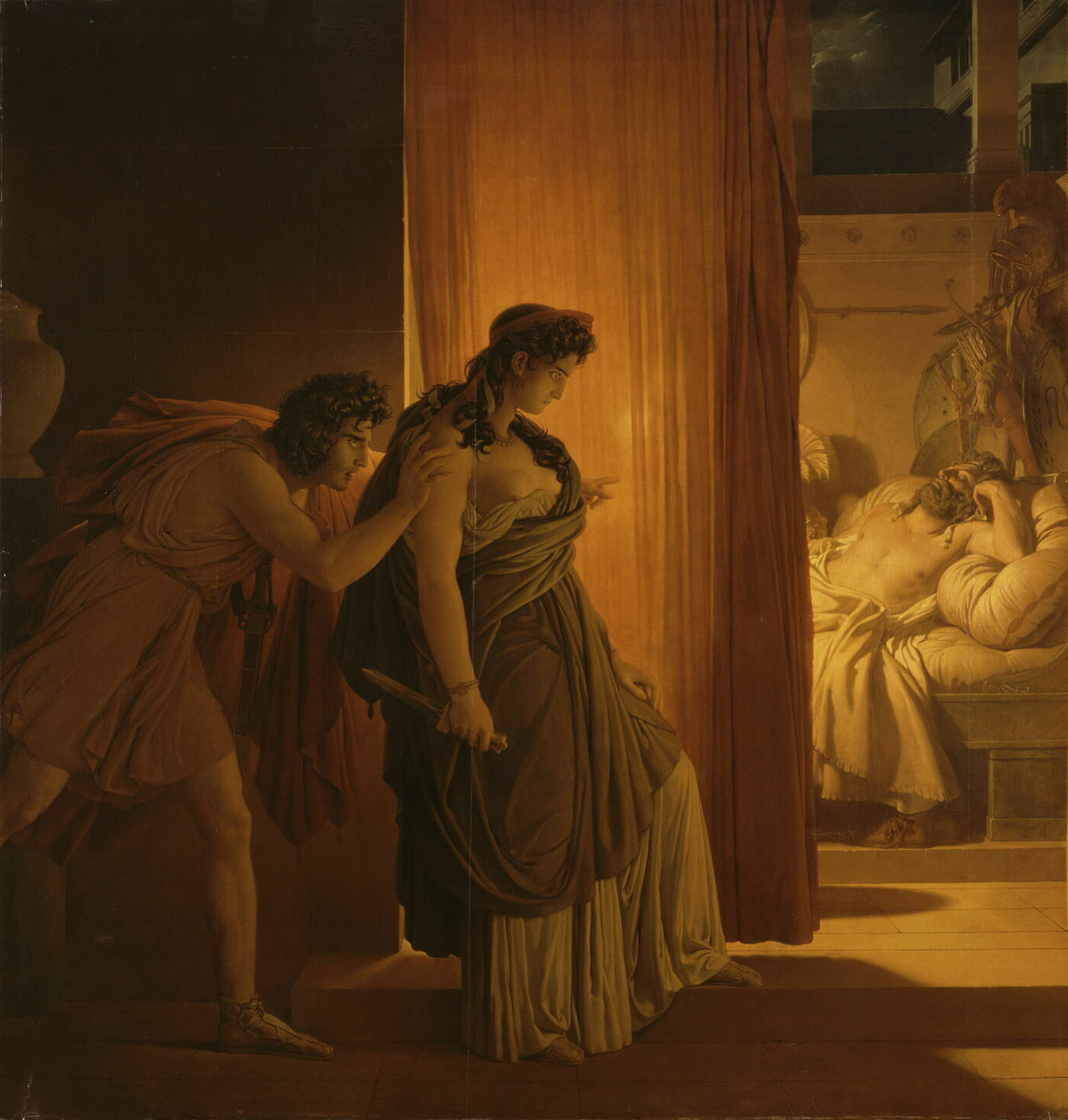
Meurtre d'Agamemnon par sa femme Clytemnestre et son amant Égisthe, œuvre de Pierre-Narcisse Guérin, 1819 – musée du Louvre.

Opposé à l'expédition grecque, Égisthe ne suivit pas son frère Agamemnon à la guerre de Troie. Au contraire, celui-ci lui confia même son royaume pendant l'expédition achéenne. Égisthe profita alors de l'absence du roi pour séduire la reine Clytemnestre et devint son amant. Il régnait désormais sans partage sur Mycènes.
La guerre terminée, les deux amants tuèrent le roi à son retour, ainsi que sa concubine Cassandre. Plusieurs versions de la mort d'Agamemnon existent : pour certains auteurs, il aurait été tué dans le Mégaron du palais de Mycènes, ou bien lorsqu'il prenait un bain pour fêter son retour, pour d'autres enfin, le meurtre aurait eu lieu après un banquet bien arrosé. Néanmoins, tous se rejoignent pour affirmer la même volonté des deux amants de se débarrasser du roi gênant.
Ils dirigèrent encore la cité pendant sept années avant qu'Oreste, le fils d'Agamemnon, poussé par sa sœur Électre, ne venge finalement son père en les tuant tous deux.
On lui prête parfois des descendants, Alétès et Érigone.

## Sources

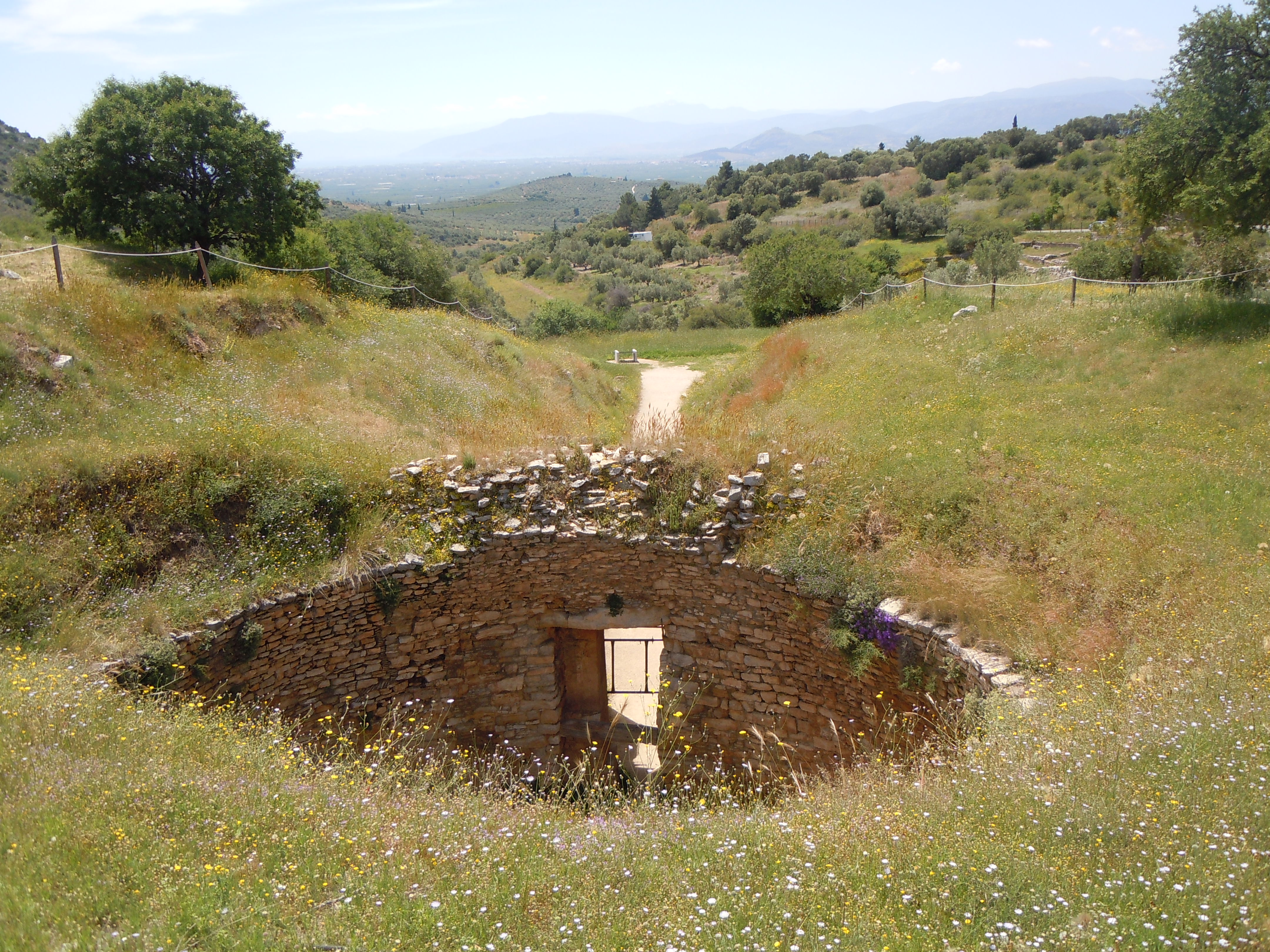
Tombe dite « d'Égisthe » à Mycènes.

- Pseudo-Apollodore, Épitome [détail des éditions] [lire en ligne] (II, 14 ; VI, 23) ;
- Eschyle, Agamemnon [détail des éditions] [lire en ligne], Les Choéphores [détail des éditions] [lire en ligne] ;
- Euripide, Électre [détail des éditions] [lire en ligne] ;
- (en) Retours [détail des éditions] [lire en ligne] ;
- Sophocle, Électre [détail des éditions] [lire en ligne] ;
- Homère, Odyssée [détail des éditions] [lire en ligne]], XI, v.385 sqq.